# Макдональд, Ангус
Ангус Макдональд (умер в 1614) — 8-й вождь шотландского клана Макдональд из Даннивега (1569—1614), второй сын Джеймса Макдональда (ум. 1565), 6-го вождя клана Макдональдов из Даннивега (1538—1565), и Агнессы Кэмпбелл (1526—1601).

## Биография
В 1569 году после смерти своего бездетного старшего брата Арчибальда Макдональда Ангус унаследовал титул 8-го вождя Макдональдов из Даннивега.
Ангус Макдональд вернулся из Ирландии на Айлей и Кинтайр, где возобновил конфликт с кланом Маклейн. В 1579 году король Шотландии Яков VI Стюарт и королевский совет приказали Ангусу Макдональду из Даннивега и сэру Лахлану Мору Маклейну (1558—1598) прекратить свою вражду. Их перемирие было закреплено браком Ангуса Макдональда с Мэри Маклейн, сестрой Лахлана Мора Маклейна. В 1585 году вражда между возобновилась с еще большей силой, в неё были втянуты почти все шотландские кланы на Гебридах.
В 1598 году Джеймс Макдональд, старший сын Ангуса, который был в ссоре с отцом, во главе отряда из 100—200 воинов окружил отца в Аскомилл-хаусе, к северу от Кэмпбелтауна в Кинтайре. Ангус отказывался повиноваться шотландскому королю Якову VI Стюарту, а его сын Джеймс действовал по приказу королевского совета. Вначале Ангус отказался сдаться, но его сын приказал поджечь дом. Ангус был вынужден сдаться своему сыну Джеймсу и был заключен в замок Смерби.
В 1608 году Эндрю Стюарт, 3-й лорд Очилтри (1560—1629) предпринял карательный поход против Ангуса Макдональда, который вынужден был сдать королевским войскам замки Даннивег и Лох-Горм. В мае того же года Ангус Макдональд предстал перед королевским тайным советом в Эдинбурге и был заключен в замок Блэкнесс. Вскоре Ангус Макдональд был освобожден и в сопровождении Эндрю Нокса, епископа Островов, прибыл на Айону, где присутствовал при подписании Статута Айоны. В мае 1611 года Ангус Макдональд приезжал в Эдинбург, где был принят королём и тайным советом.
Ангус Макдональд скончался в Ротсее 21 октября 1614 года и был похоронен в аббатстве Садделл в Аргайле.

## Семья
Ангус Макдональд был женат на Мэри Маклейн, дочери Геоктора Ога Маклейна из Дуарта (ок. 1540—1573). Их дети:
- Джеймс Макдональд (ум. 1626), 9-й вождь клана Макдональд из Даннивега
- Ангус Ог Макдональд (ум. 1615), женат на Кэтрин, дочери Дункана Кэмпбелла
- Александр Ог Макдональд
- Мэри Макдональд, жена сэра Дональда Макдональда из Кланраналда
- Маргарет Макдональд, жена Ранальда Макдональда из Бенбекула
- Аннабелла Макдональд, жена Арчибальда Макдональда из Ларги

Также у него было еще три сына:
- Арчибальд Макдональд из Гиа (ум. 1618)
- Александр Макдональд
- Рэнальд Ог Макдональд